# Sojoez TM-21
Sojoez TM-21 (Russisch: Союз ТМ-21) was de eenentwintigste Russische expeditie naar het ruimtestation Mir en maakte deel uit van het Sojoez-programma.

## Bemanning
(Tussen haakjes staat het aantal ruimtevluchten dat die astronaut gevlogen heeft na Sojoez TM-21)

### Gelanceerd
- Vladimir Dezjoerov (1) bevelhebber -  Rusland
- Gennadi Strekalov (5) boordwerktuigkundige -  Rusland
- Norman Thagard (5) onderzoeker -  Verenigde Staten

### Geland
- Anatoli Solovjov (4) bevelhebber -  Rusland
- Nikolaj Boedarin (1) boordwerktuigkundige -  Rusland

## Koppeling aan Mir
- Eerste Mir koppeling: 16 maart 1995, 07:45:26 UTC
- Eerste Mir afkoppeling: 4 juli 1995, 10:55 UTC
- Tweede Mir koppeling: 4 juli 1995, 11:39 UTC
- Tweede Mir afkoppeling: 11 september 1995, 03:30:44 UTC